# Comostolopsis intensa
Comostolopsis intensa là một loài bướm đêm trong họ Geometridae.